# Ronneburg (Turyngia)
Ronneburg – miasto w Niemczech, w kraju związkowym Turyngia, w powiecie Greiz, na wysokości 280 metrów n.p.m., w odległości ok. 7 km na wschód od miasta Gera. Liczy 5 212 mieszkańców (2009). Prawa miejskie od roku 1304. 
Sąsiednie gminy to: Großenstein, Hilbersdorf, Kauern, Korbußen, Paitzdorf i Rückersdorf w powiecie Greiz, miasto Gera oraz Löbichau i Posterstein w powiecie Altenburger Land.

## Współpraca
Miejscowości partnerskie:
- Duclair, Francja
- Hauteville-Lompnes, Francja
- Münzenberg, Hesja
- Ronnenberg, Dolna Saksonia
- Swarzędz, Polska